# EO Live
EO Live was een radioprogramma van de Evangelische Omroep op NPO Radio 5. Het programma begon in januari 2016, bij het ingaan van de nieuwe programmering van deze Nederlandse publieke radiozender. Het duurde tot eind 2020, toen het, eveneens als gevolg van een nieuwe programmering, ophield te bestaan.
EO Live werd op zaterdagavond uitgezonden, had drie uur zendtijd en werd gepresenteerd door Yvonne Sprunken (in 2016 door Andries Knevel) en een telkens wisselende co-presentator. Elke week was er een gospelartiest die optrad en werd geïnterviewd. Daarnaast was er een boek van de week, een hoofdgast, een 'mini-preek' van een predikant en een gesprek met een evangelist.